# Spiritual Healing
Spiritual Healing – trzeci album studyjny amerykańskiej grupy deathmetalowej Death, wydany w 1990 roku nakładem Combat Records.

## Lista utworów
Opracowano na podstawie materiału źródłowego.
1. „Living Monstrosity” (muz. Schuldiner, sł. Schuldiner) – 5:08
2. „Altering the Future” (muz. Schuldiner, Butler, sł. Schuldiner) – 5:34
3. „Defensive Personalities” (muz. Schuldiner, Butler, sł. Schuldiner) – 4:45
4. „Within the Mind” (muz. Schuldiner, Murphy, sł. Schuldiner) – 5:34
5. „Spiritual Healing” (muz. Schuldiner, sł. Schuldiner) – 7:44
6. „Low Life” (muz. Schuldiner, Murphy, Butler, sł. Schuldiner) – 5:23
7. „Genetic Reconstruction” (muz. Schuldiner, Murphy, Butler, sł. Schuldiner) – 4:52
8. „Killing Spree” (muz. Schuldiner, Murphy, sł. Schuldiner) – 4:16

## Twórcy
Opracowano na podstawie materiału źródłowego.
- Chuck Schuldiner – gitara rytmiczna, gitara prowadząca, śpiew
- James Murphy – gitara rytmiczna, gitara prowadząca
- Terry Butler – gitara basowa
- Bill Andrews – perkusja
- Scott Burns - produkcja muzyczna, inżynieria dźwięku, miksowanie
- John Cervini, Mike Gowan - asystenci
- Ed Repka – okładka, oprawa graficzna
- J.J. Hollis - zdjęcia